# Histoire de l'École polytechnique
Pour un article plus général, voir École polytechnique (France).

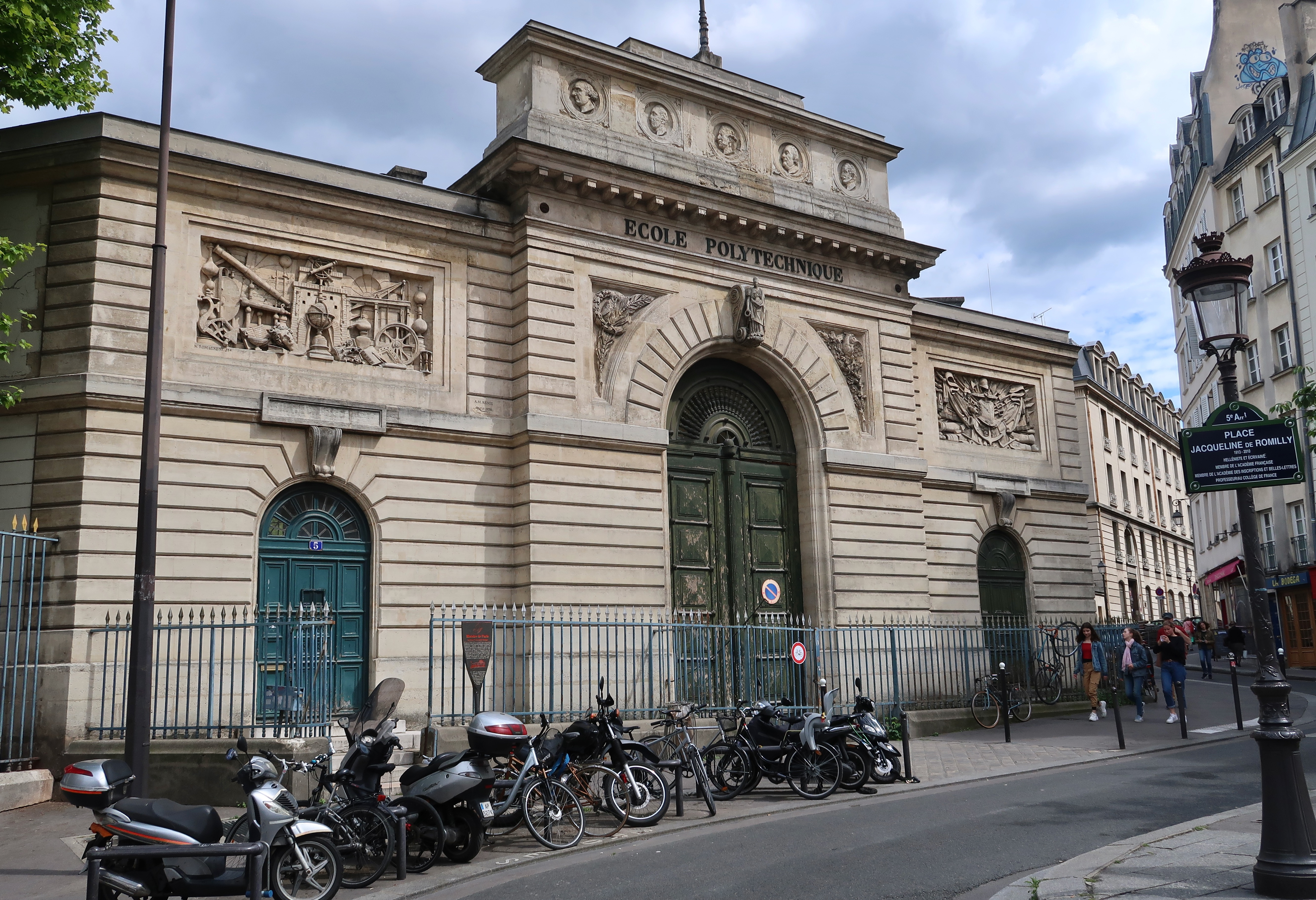
Fronton des bâtiments historiques, rue Descartes à Paris.

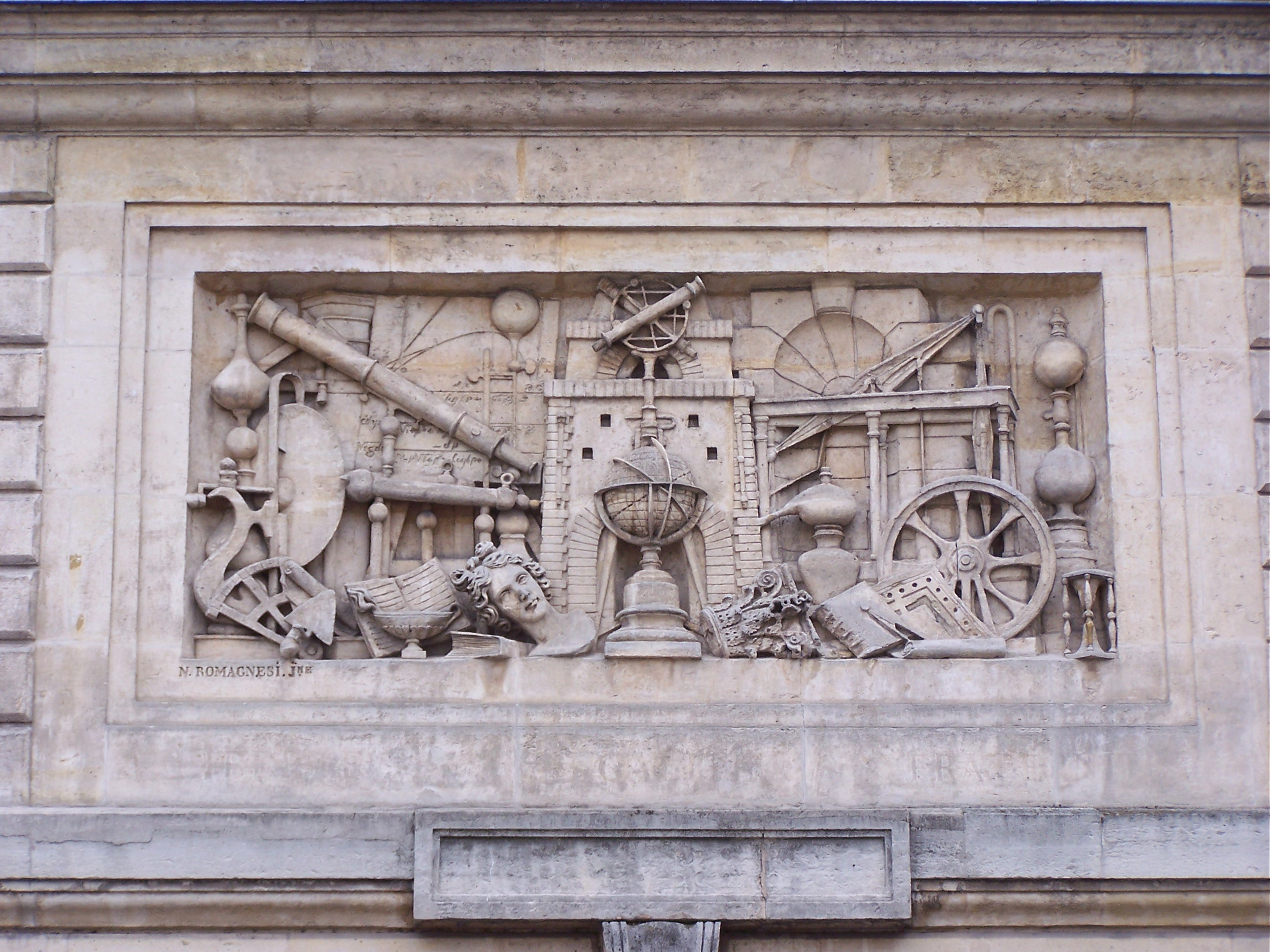
Bas-relief gauche du fronton historique, évoquant la vocation technologique.

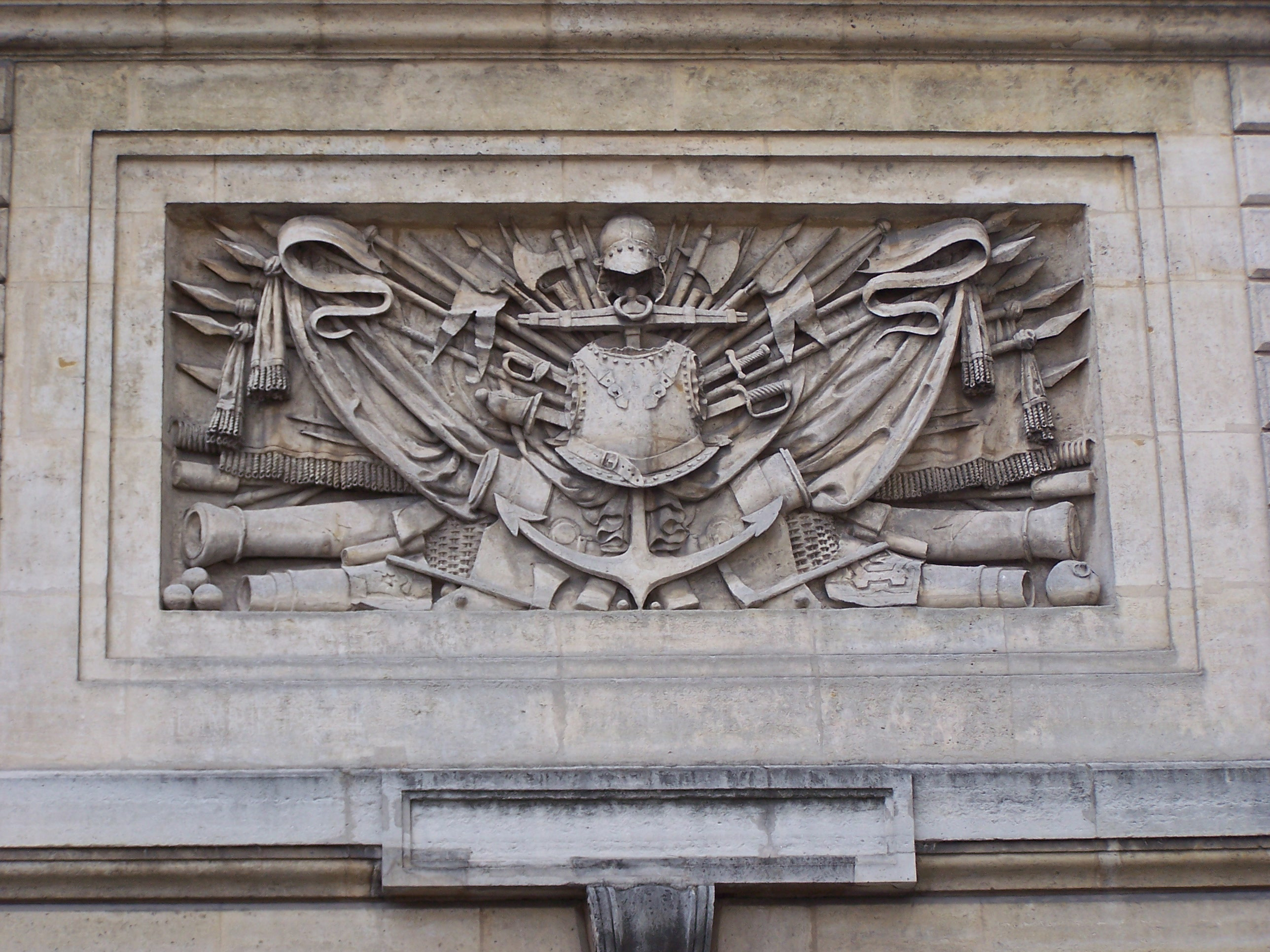
Bas-relief droit du fronton historique, évoquant la vocation militaire.

L'histoire de l'École polytechnique commence en 1794, lorsque quelques savants décident d'organiser une nouvelle « École centrale des travaux publics », afin de faire face à la pénurie d'ingénieurs et de cadres supérieurs. Renommée « École polytechnique » un an plus tard, la création de cette école s'inscrit dans un contexte de crise générale après la Révolution française : toutes les universités sont fermées et le pays a besoin de nouvelles infrastructures. La militarisation de l'École en 1804 par Napoléon Ier constitue un tournant décisif pour Polytechnique.
L'histoire de l'École devient alors fortement liée aux bouleversements politiques, économiques et sociaux des XIXe et XXe siècles. Ainsi, les polytechniciens s'illustrent pendant la bataille de Paris de 1814, durant les Trois Glorieuses puis lors de la révolution française de 1848. Plus tard l'École, fortement marquée par la guerre franco-allemande de 1870, prépare la revanche sur l'Allemagne. La Première Guerre mondiale donne à l'École l'occasion de prouver sa valeur dans les armées mais scelle aussi la désaffection des carrières militaires pour les élèves. Polytechnique s'engage alors plus ouvertement dans l'industrie et les polytechniciens participent plus tard à l'essor de la France pendant les Trente Glorieuses. Le déménagement de l'École à Palaiseau en 1976 consacre l'entrée de l'École dans une nouvelle période, tournée vers la recherche et l'international.
L'histoire de cette institution illustre l'industrialisation de la France et la création d'une technocratie à la française, sorte de « noblesse d'État ».

## Création de l'école par la Convention

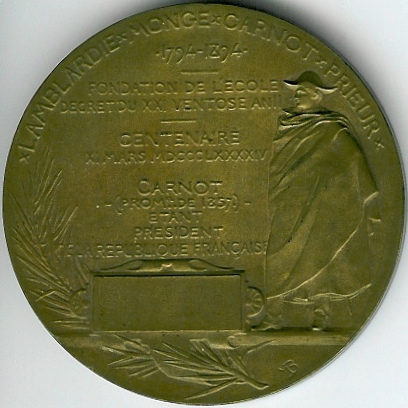
La médaille du centenaire rappelle le décret d'origine et les noms des quatre fondateurs : Lamblardie, Monge, Carnot, Prieur de la Côte d'Or.

Au lendemain de la Révolution de 1789, la France se trouve dans une situation difficile et manque cruellement d'ingénieurs et de cadres supérieurs : de nombreux officiers ont déserté, toutes les universités ont été fermées à la suite du décret de la Convention nationale du 15 septembre 1793 et le réseau de transports du pays, négligé durant de nombreuses années, nécessite d'importantes remises à niveau et améliorations mais également la construction de nouvelles infrastructures. À l'instigation de quelques savants, ralliés aux idées nouvelles, parmi lesquels on trouve le géomètre Monge et le chimiste Fourcroy, le Comité de salut public, dont le rapporteur est Barère de Vieuzac, crée une commission des travaux publics, par décret du 21 ventôse an II (11 mars 1794). Jacques-Élie Lamblardie, Gaspard Monge et Lazare Carnot, pères fondateurs de l'École, se voient confier la mission d'organiser une nouvelle « École centrale des travaux publics ». Le 7 vendémiaire an III (28 septembre 1794) est créée officiellement cette École centrale des travaux publics, future École polytechnique.
L'École, installée dans les dépendances du Palais Bourbon, est inaugurée le 1er nivôse an III (21 décembre 1794) devant 272 élèves déjà enrôlés et de nombreuses personnalités dont Antoine-François Fourcroy et Joseph-Louis Lagrange. Pour que les élèves de la nouvelle école ne soient pas gênés par des problèmes pécuniaires, ils reçoivent pour se rendre à Paris les frais de route d'un canonnier de première classe, soit 15 sous par jour, et perçoivent un salaire annuel de 900 francs. Les élèves sont externes et logés chez de « bons citoyens », appelés les « pères sensibles », recommandés par les sections des comités proches du Palais-Bourbon et chargés de veiller sur leurs pensionnaires comme sur leurs propres enfants. Le directeur des études Gardeur-Lebrun, souvent accompagné du médecin de l'École Chaussier, visite régulièrement les familles d'accueil. Après une deuxième session d'examen, la première promotion de 400 élèves doit suivre une instruction en mathématiques, physique et chimie. Les trois premiers mois de cours, appelés « cours révolutionnaires », permettent de répartir les élèves en trois catégories : ceux qui doivent suivre deux ans de cours avant de rentrer dans les services publics de l'État, ceux qui n'ont besoin que d'un an et ceux qui peuvent rentrer immédiatement. Seulement, l'établissement rencontre de nombreuses difficultés : les laboratoires ne sont pas prêts, certains professeurs s'avèrent médiocres et les premiers cours ne se font parfois que devant une trentaine d'élèves.
Claude Prieur décide alors de réformer l'École. Celle-ci, renommée « École polytechnique » par la loi du 15 fructidor an III (1er septembre 1795), est transférée à l'hôtel de Lassay. Sa mission est alors clairement définie : donner une formation scientifique aux élèves pour les préparer à entrer dans les écoles spéciales des services publics, comme l'École d'application de l'artillerie et du génie, l'École des Mines ou celle des Ponts et Chaussées. L'adjectif « polytechnique », apparu pour la première fois dans un document publié par lui-même Programmes de l'enseignement polytechnique de l'École centrale des travaux publics en pluviôse an III (janvier/février 1795), a été choisi afin de symboliser la pluralité des techniques enseignées. L'École acquiert une grande renommée en sciences dans l'Europe, ainsi en 1803, la République helvétique obtient - en échange du maintien de quatre régiments au service de France - de pouvoir envoyer à l'École vingt jeunes gens.

## L'école sous le Premier Empire (militarisation) et au début de la Restauration (1804-1830)

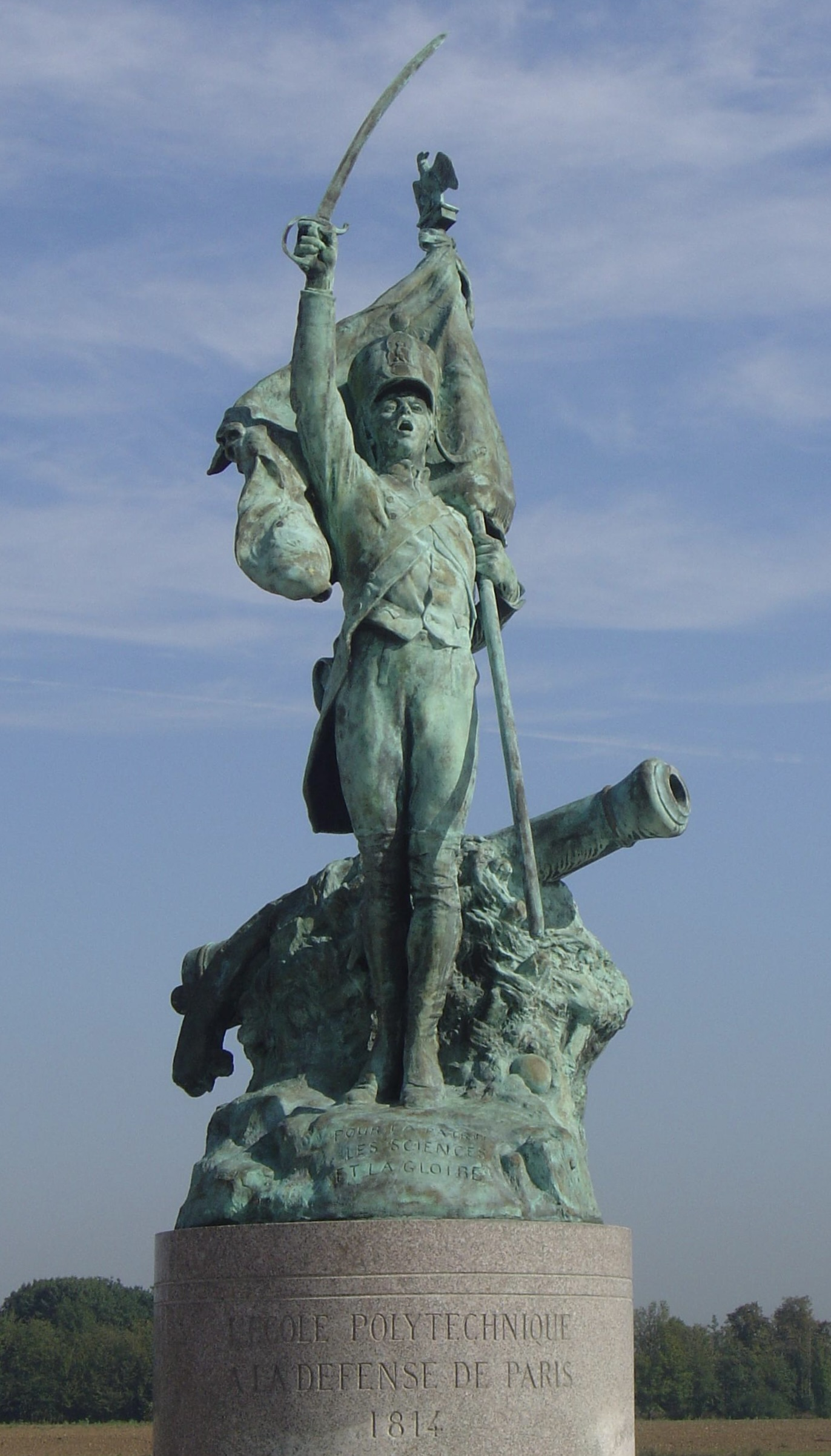
« Le Conscrit de 1814 », statue sculptée par Corneille Theunissen en 1914 rappelant que les polytechniciens défendirent Paris contre l'invasion étrangère.

En 1804, et pour reprendre en main des élèves souvent très indisciplinés à l'extérieur, Napoléon Ier, qui avait emmené avec lui en Égypte deux enseignants (Monge et Berthollet) et 42 élèves en cours de scolarité ou tout juste sortis de l'École, donne à Polytechnique un statut militaire et caserne les élèves. Il installe alors l'École sur la montagne Sainte-Geneviève à Paris, dans les anciens locaux des collèges de Navarre, Tournai et Boncourt, aujourd'hui ministère de l'Enseignement supérieur et de la Recherche. Considérant qu'« il est dangereux de donner une scolarité avancée à des gens qui ne sont pas issus de familles riches » il met fin à la gratuité des études en imposant des frais annuels très élevés et ajoute une épreuve de version latine au concours d'entrée afin de rendre indispensable le passage par les lycées, payants, réservés de fait aux enfants de la bourgeoisie. Il dote ainsi l'école d'un modèle militaire-aristocratique. C'est aussi à Napoléon que Polytechnique doit son drapeau et sa devise : « Pour la patrie, les sciences et la gloire », cette dernière ayant été proposée par le Maréchal Berthier, ministre de la Guerre, sous la forme « Patrie, Sciences, Gloire »,.
En 1814, les troupes étrangères sont aux portes de Paris. Les élèves, qui n'ont suivi que quelques cours d'artillerie et ne se sont jamais vraiment ralliés à la cause de l'Empire, demandent à Napoléon de participer à la défense de Paris. Ce dernier aurait alors déclaré : « Je n'en suis pas réduit à tuer ma poule aux œufs d'or  ». Les polytechniciens tentent alors, avec ou sans l'accord de l'Empereur, de défendre la barrière du Trône, sans succès mais en s'y distinguant assez pour que leur drapeau porte depuis, pour seul fait d'armes : « Défense de Paris, 1814 », un drapeau que les élèves brûleront solennellement dans la cour de l'École après que par l'ordonnance du 12 mai 1814, Louis XVIII a rétabli le drapeau blanc de la Monarchie. Napoléon abdique ensuite et Louis XVIII accède au pouvoir à son retour d'exil ; les élèves reprennent alors les cours. Les Cent-Jours remettent tout en question car les polytechniciens acclament le retour de l'Empereur et acceptent donc d'autant plus mal la Seconde Restauration.
Des mesures maladroites, comme le renvoi de Monge, exaspèrent les élèves qui manifestent leur opposition par des chahuts. Le 13 avril 1816, à la suite d'un chahut particulièrement sévère, toute l'École (dont Auguste Comte de la promotion 1814, fondateur du positivisme et principal meneur des chahuts) est congédiée pour indiscipline par Louis XVIII, par l'intermédiaire de son ministre de l'Intérieur, le comte de Vaublanc. Les quelque 175 élèves des promotions 1814 et 1815 sont alors licenciés, ce qui conduit à la création d'une association polytechnicienne de secours mutuel. Le roi constitue une commission composée de 5 membres (le comte Laplace, le vicomte de Caux, le comte de Caraman, le baron Héron de Villefosse et Paulinier de Fontenilles secrétaire général du ministère de l'Intérieur) chargée d'élaborer un projet de réorganisation de l'École, en termes d'organisation administrative, d'enseignement ou d'utilité publique. Les conclusions de cette commission débouchent sur la cinquième organisation de Polytechnique, consacrée par l'ordonnance royale du 4 septembre 1816,,. L'École polytechnique ouvre à nouveau ses portes le 17 janvier 1817, en présence du roi Louis XVIII, sous le nom d'École royale polytechnique. Les élèves de la promotion 1816, peuvent commencer les cours, mais l'École perd son statut militaire sans pour autant voir sa mission modifiée : l'uniforme devient civil, les élèves sont toujours en internat, des obligations religieuses comme la prière et la messe sont imposées. Les ordonnances du 17 septembre et du 20 octobre 1822 abrogent celle du 4 septembre 1816 et rétablissent l'uniforme militaire. Cependant pendant tout le règne de Louis XVIII, et plus encore sous celui de Charles X, les élèves sont en opposition forte au régime et refusent la discipline de plus en plus rigoureuse imposée par le roi, comme la pratique obligatoire de la religion ou le contrôle des lectures et des sorties,.

## La gloire populaire des révolutions de 1830 et 1848

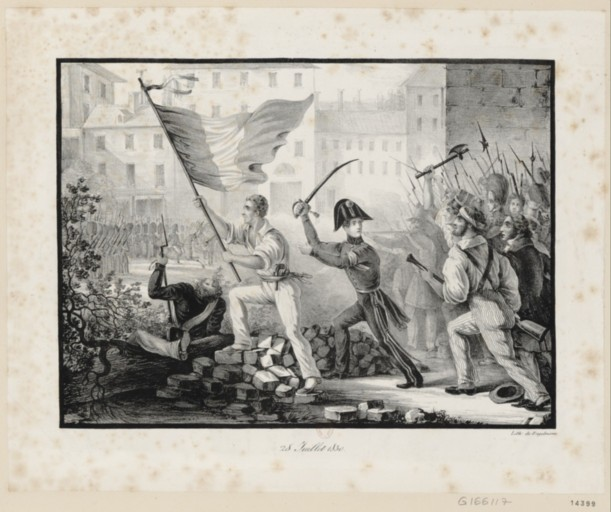
Attaque d'une barricade par un élève lors du 28 juillet 1830.

À partir des années 1830, et jusqu'à la Première Guerre mondiale, de nombreux élèves de l'École polytechnique sont influencés par les idéologies saint-simonienne et positiviste. Plusieurs polytechniciens tout juste sortis de l'École ou qui sont encore élèves comptent parmi les dirigeants du mouvement : Auguste Comte (ancien élève, fondateur du positivisme), Prosper Enfantin (fondateur du mouvement saint-simonien avec Saint-Amand Bazard, surnommé le « Père Enfantin »), Laurent, Marceau, Transon, Michel Chevalier, Jean Reynaud. Ces idées structurent fortement l'économie française pendant la révolution industrielle et perdurent jusqu'au XXe siècle, les élèves reçus au Corps des mines sont alors accueillis comme « les héritiers de Saint-Simon ». Les positivistes sont aussi les pionniers de la sociologie moderne, science qui paradoxalement ne fait pas partie des enseignements du programme polytechnique à l'époque.
En 1830, l'École est entièrement acquise aux idées libérales : l'élève Charras est par exemple exclu pour avoir chanté La Marseillaise. Le 29 juillet 1830, pendant les Trois Glorieuses, une cinquantaine de polytechniciens sortent en force de l'École et se mettent aux côtés des insurgés, accueillis par les barricades au cri de « Vive l'École polytechnique ! ». L'élève Louis Vaneau est tué d'une balle dans le front lors de la prise de la caserne de Babylone occupée par les gardes suisses. La réputation de l'École grandit, elle est félicitée par le général La Fayette et récompensée par l'attribution de lieutenances et de croix de la Légion d'Honneur aux élèves les plus méritants. Ces derniers refusent les présents du gouvernement de Juillet en ces termes : « Cette récompense nous paraît au-dessus de nos services. D'ailleurs, aucun de nous ne se jugeant plus digne que ses camarades de l'accepter, nous vous prions de nous permettre de ne pas la recevoir. » L'arrivée au pouvoir de Louis-Philippe le 9 août 1830 ramène l'ordre, mais ne répond pas aux aspirations de liberté qui ont provoqué la Révolution de 1830. L'École retrouve son statut militaire et est de nouveau rattachée au Ministère de la Guerre avec les ordonnances du 13 novembre 1830 et du 25 novembre 1831, mais les élèves continuent à manifester leur opposition au nouveau régime, qui les licencie en 1832, 1834 et 1844. Au commencement de la révolution française de 1848, en février, les élèves sortent de nouveau dans la rue et servent de médiateurs entre le pouvoir et les insurgés. Le 29 février, après cinq jours d'émeute, le gouvernement provisoire rend hommage aux polytechniciens : « Le Gouvernement provisoire adresse, au nom de la République, des remerciements aux élèves de l'École Polytechnique qui, dès le premier jour de la révolution, se sont mis au service de la Patrie et n'ont cessé depuis, en toutes circonstances, de donner les plus admirables preuves d'activité, d'intelligence et de dévouement. Le Gouvernement provisoire espère que les élèves de l'École polytechnique lui conserveront leur patriotique concours. » Jusqu'en juin 1848, des polytechniciens se mettent au service du gouvernement provisoire, dont ils sont les aides de camp. À ce titre ils sillonnent Paris et même la France, l'uniforme de Polytechnique étant le sauf-conduit le plus sûr pour franchir les barricades.
En 1850 une commission de réforme présidée par l'astronome Urbain Le Verrier (X 1831) renforce la prééminence des mathématiques et diminue fortement les cours de physique et de chimie, jugés trop fondamentaux au profit des cours d'analyse et de mécanique. De plus le projet de transfert de l'École au château de Meudon est avancé par les partisans d'une militarisation plus poussée de Polytechnique. Le discours du général de Lamoricière (X 1824) à l'Assemblée nationale a finalement raison de ce projet : « On a besoin pour cette École, la première de l'Europe, des hommes les plus distingués qui sont à Paris et qu'on ne conserverait pas en transportant l'École ailleurs. » Cet argument sera repris à la fin des années 1960 par les opposants au déménagement de l'École à Palaiseau.

## Second Empire

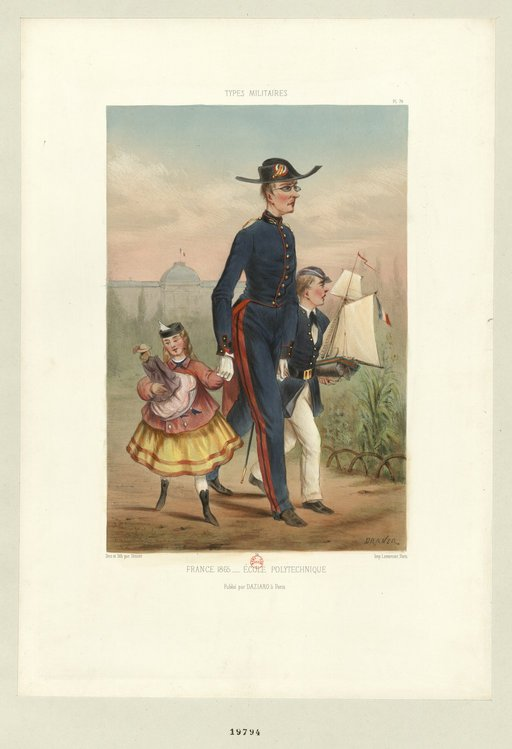
Lithographie de 1865 représentant un polytechnicien qui se promène avec sa petite sœur et son petit frère en uniforme de lycéen.

Sous le Second Empire, Polytechnique prend le nom d'École impériale Polytechnique. Les élèves manifestent leur hostilité au régime lors du défilé du 27 décembre 1855, l'École défile en tête de l'armée française, mais seul son commandant le général Eblé, passant devant Napoléon III, crie le rituel « Vive l'Empereur ! » Les quatre bataillons de l'École polytechnique défilent « dans un silence glacial » rompu seulement par l'adjudant qui ferme la marche. L'École semble alors menacée de fermeture ; elle n'est pas supprimée mais elle ne participe plus aux revues,. Face à l'indiscipline délibérée des élèves, le général les menace de renvoi par tirage au sort, et leur accorde dix minutes de réflexion. Les élèves votent alors la soumission.
La première association d'anciens élèves est fondée en 1865, 71 ans après la création de l'École, sous le nom de « Société amicale de secours des anciens élèves de l'École polytechnique » (S.A.S.), et reconnue d'utilité publique par décret impérial du 22 septembre 1867. Le but de la S.A.S est alors de « venir en aide aux camarades malheureux et à leurs familles », l'association prend ainsi le relais du bureau de bienfaisance de la Caisse des élèves créé en 1806. Elle publie le Bulletin de la S.A.S. d'octobre 1927 à décembre 1939,.
Le Second Empire marque aussi l’élévation des polytechniciens au sein de la haute fonction publique. L'École cesse en effet progressivement d’être un laboratoire scientifique, un centre d'innovation et de recherche pour s’imposer comme un espace de production de la « noblesse d’État » et de conservatisme politique et social, tout en étendant son emprise sur la gestion des appareils industriels. Certains auteurs, comme Terry Shinn et Bruno Belhoste, considèrent que l'École n'a pas contribué à l'industrialisation de la France pendant cette période et que les polytechniciens se sont contentés de tâches administratives dans les entreprises au lieu d'être des inventeurs et de promouvoir les nouvelles technologies, place laissée aux centraliens,,,. François Crouzet estime néanmoins que ces critiques sont excessives et que les polytechniciens ont joué un rôle important dans le développement économique de la France au XIXe siècle, en particulier on a pu dire d'après lui que le système ferroviaire français a été l'œuvre des polytechniciens.

## Au début de la Troisième République
Durant la guerre franco-allemande de 1870, l'École cesse de fonctionner. Dès septembre 1870, les élèves quittent l'École et cette dernière est transformée en ambulance au mois de décembre. En raison de la guerre, sur les 151 candidats admis en 1870, seule une quinzaine peut se présenter à la rentrée en septembre. Ce sont les élèves originaires de Paris. Ils sont réunis à la promotion 1869 et forment la « promotion de Paris », les autres admis formant la « promotion de Bordeaux ». En effet, le Gouvernement de la Défense nationale, installé à Tours, décide de déplacer l'École polytechnique et l'École normale dans cette même ville le temps du conflit. Des locaux y sont préparés et professeurs et élèves sont convoqués le 23 novembre 1870. Or, devant l'avance des armées allemandes, le Gouvernement de la Défense nationale se replie sur Bordeaux. Si bien qu'il est aussi décidé d'y déménager Polytechnique, mais faute de bâtiments, c'est le régime de l'externat qui est choisi. Les cours ont lieu dans une maison, 160 rue Saint-Genès, cédée par les Frères maristes. Les élèves sont convoqués le 4 janvier 1871 et 105 se présentent, mais la signature de l'armistice le 28 janvier 1871 entraîne leur retour à Paris. Les élèves quittent ainsi Bordeaux le 11 mars et reprennent les cours le 15 à Paris. Trois jours plus tard éclate le soulèvement du 18 mars 1871. À l'inverse des insurrections précédentes pendant lesquelles Polytechnique s'était toujours placée du côté du peuple, les polytechniciens, peu au courant des évènements qui viennent de se dérouler dans la capitale, votent cette fois en grande majorité pour ne pas suivre le comité central de la Garde nationale. Ils tergiversent en revanche sur les moyens à employer. Certains élèves, « fidèles à la tradition républicaine », protestent contre la politique versaillaise. Une semaine plus tard, le général délivre des congés à tous ceux qui le veulent. Ainsi plus des deux tiers de la promotion quitte l'École. Ceux qui restent se mettent à la disposition du commandant de la Garde nationale, rejoignent la mairie du 2e arrondissement, centre de la résistance au Comité central et défendent l'École contre les fédérés. Le 29 mars, Adolphe Thiers ayant ordonné de cesser toute résistance et d'abandonner la capitale, les élèves reçoivent l'ordre d'évacuer l'École et le 7 avril 1871, la promotion 1870 est réunie à Tours. Du personnel reste dans les bâtiments à Paris et réussit à en éloigner les fédérés jusqu'au 19 mai, date à partir de laquelle l'École est occupée. Le 24 mai, le 17e bataillon de chasseurs reprend l'École. Jusqu'à la fin de la Semaine sanglante, le 28 mai, l'École est le lieu d'exécutions sommaires et lorsqu'en juin les élèves arrivent de Tours certains murs portent encore des traces de sang.
À l'automne 1878, dans un contexte de défaite électorale des monarchistes, le dirigeant républicain Léon Gambetta fait rédiger un dossier recensant les opinions politiques et religieuses des officiers de plusieurs unités de l'armée française dans le but de procéder à leur épuration. Parmi ces dernières figure l’École polytechnique dont les officiers professeurs et instructeurs sont passés au crible. 29% des officiers y sont déclarés royalistes ou conservateurs, contre 71% de libéraux et de républicains, ce qui contraste avec les chefs de corps et les généraux de la même époque, très majoritairement monarchistes.

En 1880, Camille Mortenol, originaire de la Guadeloupe, devient le premier noir à intégrer l'École, il est accueilli en ces termes par ses camarades de promotion : 

« Ah ! c'est toi le nègre. C'est bien, conscrard, continue ! Je t'ai reconnu à ta face luisante, aux reflets brillants, sur laquelle se détachent deux yeux blancs comme deux rostos de sapin dans tes ténèbres de la nuit. Si tu es nègre, nous sommes blancs ; à chacun sa couleur et qui pourrait dire quelle est la meilleure ? Si même la tienne valait moins, tu n'en aurais que plus de mérite à entrer dans la première École du monde, à ce qu'on dit. Tu peux être assuré d'avoir toutes les sympathies de tes ans. Nous t'avons coté parce que l'admission d'un noir à l'X ne s'était jamais vue ; mais nous ne songeons pas à te tourner en ridicule ; nous ne voyons en toi qu'un bon camarade auquel nous sommes heureux de serrer la main. »

Grâce à Jules Ferry qui fait appliquer en Algérie en 1883 la législation en vigueur en France, Cherif Cadi devient à son tour sept ans plus tard, en 1887, le premier musulman de l'Algérie française admis à l'École.
En 1894, le centenaire de l'École est fêté avec faste : des services religieux sont célébrés à la mémoire des anciens élèves décédés à l'église Saint-Étienne-du-Mont, au temple de l'Oratoire et à la grande synagogue puis le Président de la République, Sadi Carnot (X 1857), pose une plaque à la mémoire des élèves tués par l'ennemi. Parallèlement, éclate l'affaire Dreyfus, du nom du capitaine Alfred Dreyfus (X 1878). La polémique touche aussi l'École et les élèves et professeurs dreyfusards sont mis en disponibilité ou suspendus. En particulier, Dreyfus est de nouveau jugé en 1899 par un Conseil de guerre composé exclusivement de polytechniciens qui conclut à sa culpabilité avec des circonstances atténuantes.

## Une grande école dans la Grande Guerre

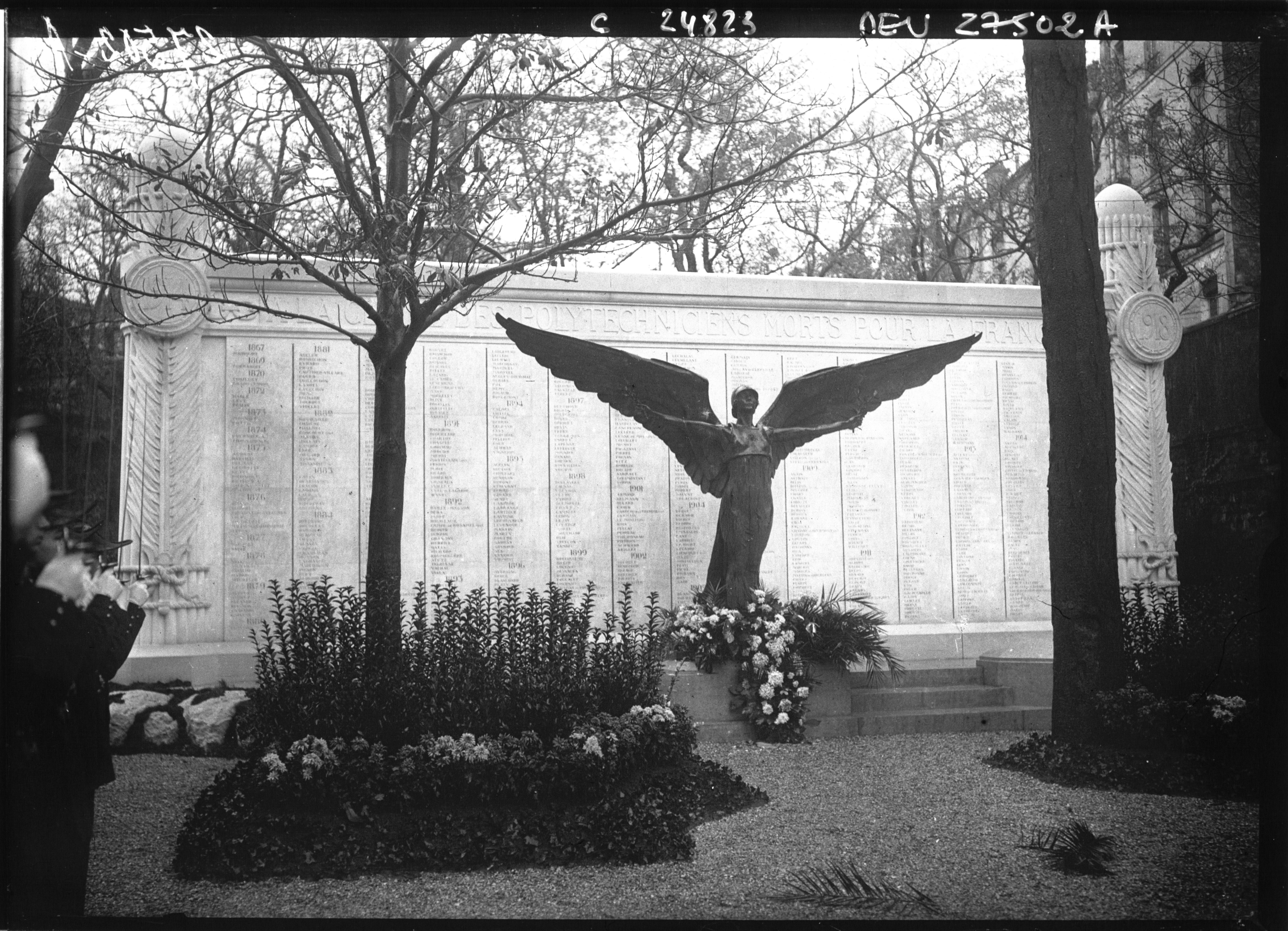
Monument aux polytechniciens morts pour la France.

En 1908 est créée une seconde association d'anciens élèves, la « Société des amis de l'École polytechnique » (S.A.X.), avec pour objet de promouvoir « tout ce qui pouvait contribuer à la prospérité de l'École et à son maintien à la tête du haut enseignement scientifique », alors que le but de la S.A.S. était la bienfaisance. La S.A.X est reconnue d'utilité publique le 26 juin 1911 et publie un périodique, le Bulletin de la S.A.X, d'avril 1909 à octobre 1945.
Alors que le nombre d'élèves par promotion a peu évolué jusqu'en 1870 (110 à 145 par promotion), il augmente régulièrement par la suite, pour atteindre 270 élèves en 1913, en vue de préparer la revanche militaire sur l'Allemagne. C'est dans ce même but que les élèves des promotions 1906 à 1912 doivent souscrire un engagement de quatre ans : une première année de service dans l'artillerie, deux années à l'École puis une deuxième année de service comme sous-lieutenants, les élèves militairement inaptes sont exemptés.
Le dimanche 2 août 1914, premier jour de la mobilisation, les élèves, en congés, sont convoqués sur le champ à l'École et rejoignent un régiment, avec le grade de sous-lieutenant pour la plupart d'entre eux. 70 % des polytechniciens sont répartis dans l'artillerie, les autres étant affectés au génie. L'École vit au rythme de la Première Guerre mondiale : le concours de 1914 a lieu, mais certains candidats admissibles ne peuvent participer aux oraux en raison de la guerre. Le concours est donc finalement suspendu et ce n'est qu'en février 1916 que sont admis tous les candidats admissibles ayant une moyenne supérieure ou égale à 12 sur 20, sans avoir à passer d'oraux. Ceci porte la promotion 1914 au nombre record de 418 élèves. En revanche, le concours 1915 est annulé dès le départ en raison de l'opposition des professeurs. Pendant deux ans, les cours sont interrompus et à partir d'août 1914 les bâtiments de l'École polytechnique sont transformés en hôpital. Il faut attendre février 1919 pour que l'hôpital quitte l'École et 1916 pour que soit organisé un nouveau concours, accompagné d'une baisse drastique des effectifs : 70 élèves rejoignent cette promotion. Les élèves réformés pour blessure au front sont exemptés de l'examen d'aptitude physique et se voient attribuer la note maximale en contrepartie. Les candidats se voient aussi conférer une note sur 20 au titre des services de guerre jusqu'au concours 1919. L'École ne rouvre partiellement qu'en novembre 1916 mais seuls 34 élèves, des promotions 1912 à 1916, se présentent. De même, à la rentrée en octobre 1917, ils ne sont qu'une quarantaine à se présenter sur la centaine d'élèves nouvellement admis. Le concours 1918 est avancé de trois mois et les examens oraux se déroulent entre les lycées Saint-Louis, Janson-de-Sailly et Carnot pour échapper aux bombardements. La majorité des 160 élèves admis ne reprennent néanmoins les cours qu'en 1919.

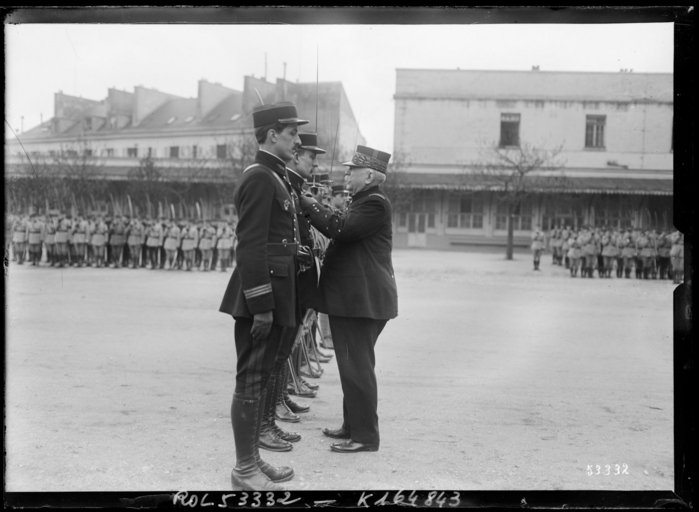
Le maréchal Joffre passe en revue et décore les élèves.

Durant la guerre, les enseignements sont quelque peu modifiés. Ainsi, l'instruction militaire est renforcée et des cours facultatifs d'anglais et de russe sont créés. En effet, jusqu'à la guerre, la langue obligatoire était l'allemand et la langue facultative le latin, si bien que nombre d'officiers ne peuvent s'exprimer avec les Alliés.
En 1919, il y a deux concours : l'un dans les conditions habituelles, à la fin du printemps, et l'autre en août, appelé « spécial », réservé aux seuls candidats militaires qui n'ont pas pu prendre part aux concours durant la guerre. L'épreuve d'aptitude physique est supprimée pour tous les candidats et les alsaciens-lorrains, qui pour beaucoup ont été éduqués en allemand, reçoivent des faveurs particulières. Au total, 1 264 élèves étudient en 1919-1920. En particulier, les élèves des promotions 1912 à 1917 reçoivent une formation concentrée sur six mois. Une nouvelle fois, en 1920, deux concours sont organisés : l'un pour les candidats non mobilisés et pour les mobilisés ayant échoué aux concours précédents et l'autre, dit « spécial », pour les mobilisés n'ayant jamais concouru. Les promotions sont distinguées selon le concours d'entrée : il y a les X 1919N et les X 1919S, de même en 1920.

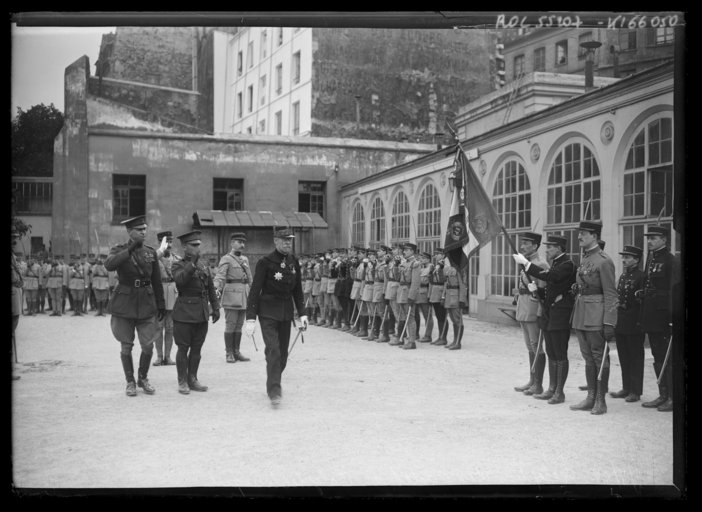
Réception des cadets à l'École polytechnique.

Au cours de la guerre, quatre maréchaux de France polytechniciens mènent le pays à la victoire : Joffre, Foch, Fayolle et Maunoury. Néanmoins, neuf cents polytechniciens périssent durant les combats, dont 260 des promotions 1911 à 1918, soit 17,5 % des effectifs. Après la guerre, les polytechniciens participent à de grandes cérémonies célébrant la victoire, mais les Français ne sont pas tous convaincus du rôle joué par Polytechnique dans la défense de la nation. Ainsi, en septembre 1916, l'académicien Frédéric Masson publie un réquisitoire contre l'institution, où il fustige l'antimilitarisme des polytechniciens. La Première Guerre mondiale confirme aussi la désaffection des carrières militaires : seuls 7 % des élèves de la promotion 1914 et 2 % de ceux de la promotion 1920 demandent à entrer dans l'armée. La guerre permet aussi de renforcer les liens avec l'étranger, en particulier avec les États-Unis. Ainsi, une délégation de 300 cadets de l'Académie militaire de West Point est accueillie en juillet 1919 et des polytechniciens se rendent à West Point en octobre pour offrir une réplique de la statue du « Conscrit de 1814 ».

## L'École à l'épreuve de la Seconde Guerre mondiale

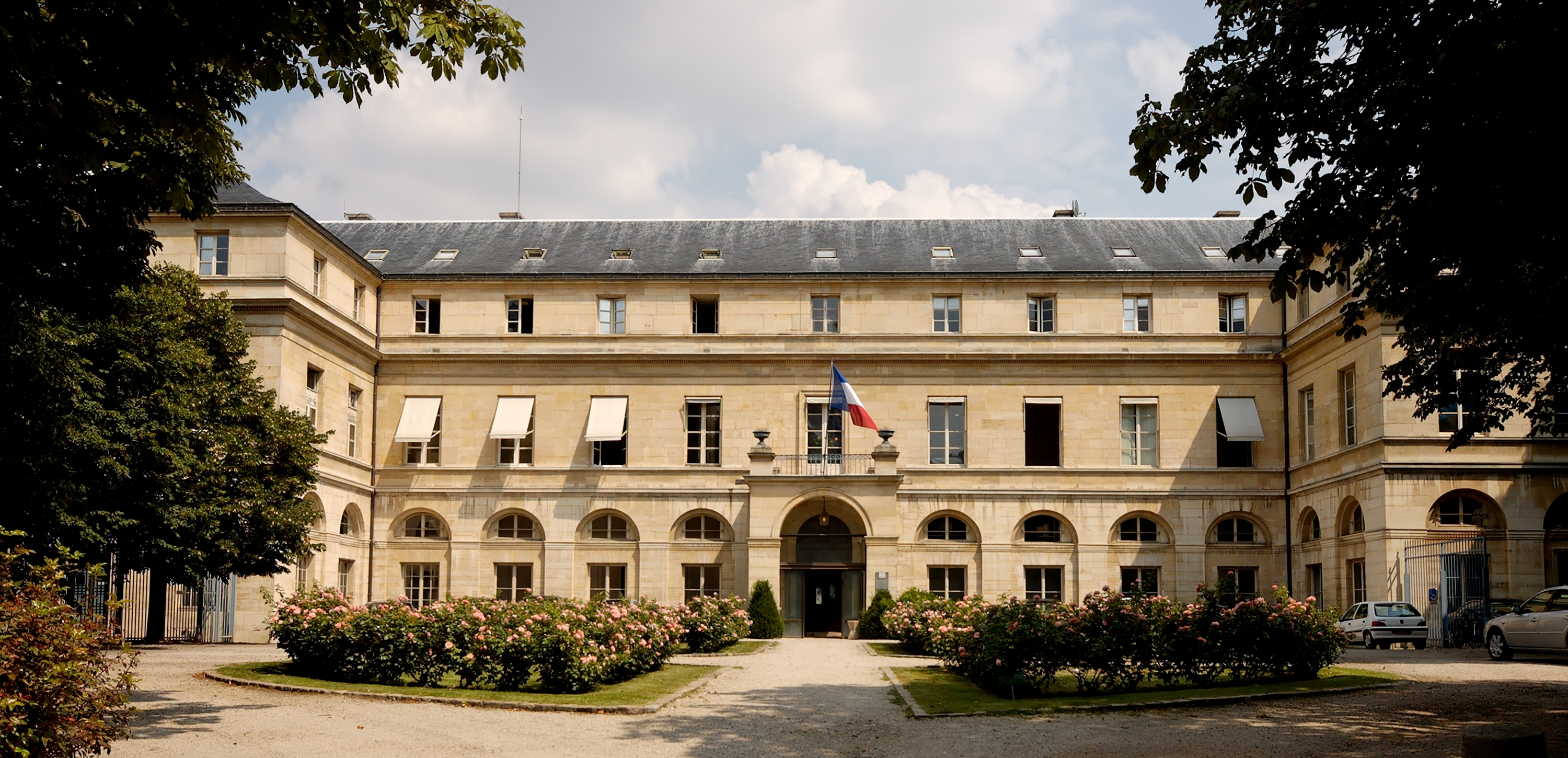
Ministère de l'Enseignement supérieur et de la Recherche, locaux de l'École polytechnique de 1805 à 1976.

Pendant la Seconde Guerre mondiale, l'École ne cesse de fonctionner, mais est, comme toute la France, déchirée par les différents courants politiques. La catégorie « bis » est créée en 1935 pour les élèves français naturalisés depuis moins de huit ans. Ils doivent notamment payer leurs frais d'hébergement, et ne peuvent accéder à un corps de l'État. Les élèves de la promotion 1938 et ceux de la promotion 1939 de plus de 20 ans sont envoyés aux armées. Malgré l'insistance des Allemands pour que l'École reste à Paris, l'École se replie après l'armistice du 22 juin 1940 à Villeurbanne et Lyon (dans les locaux de l'École de santé des armées), en zone libre, et perd son statut militaire, tandis que ses locaux parisiens sont réaffectés à la Croix-Rouge française. Le général commandant est remplacé par un gouverneur, le service militaire de la promotion 1942 est remplacé par un an aux Chantiers de la jeunesse française et malgré les revendications du gouverneur, les promotions 1942 et 1943 ne peuvent échapper au service du travail obligatoire. Néanmoins, dans l'enceinte de l'École, le Grand Uniforme et les parades militaires sont maintenus, tout le personnel d'encadrement est composé de militaires et les gouverneurs sont appelés « Mon Général ». De plus les associations polytechniciennes sont dissoutes par l'ordonnance du 24 janvier 1942 et opèrent clandestinement jusqu'au 1er septembre 1944. En application des lois promulguées par Pétain en juillet et octobre 1940, la catégorie bis est étendue à ceux dont le père n'est pas de nationalité française à leur naissance et à ceux qui reconnaissent être juifs. Ce classement d'élèves bis est donc institué pour les élèves des promotions 38, 39 et 40 présentes à la rentrée de novembre 1940, et précisé aux candidats aux concours de 1941, 42, 43 et 44 (ce qui n'a pas eu d'effet sur ce concours de 1944, reporté au début de 1945). Par ailleurs, un quota de 2 à 3 % d'israélites est instauré,. Le retour de Polytechnique rue Descartes n'a lieu qu'en avril 1943, en laissant en zone sud les élèves alsaciens, prisonniers évadés et « bis ». Les élèves juifs se font envoyer leur cours à Lyon et des examinateurs sont dépêchés pour leurs examens de sortie à la faculté catholique de Lyon ainsi que pour les examens d'entrées des candidats « bis » en août 1943.
Plus de quatre cents polytechniciens sont morts pour la France pendant la Seconde Guerre mondiale, comme Honoré d'Estienne d'Orves et Max Barel, fusillés, ou le général Verneau, mort en déportation,. Issus des promotions 1917 à 1940, trente-trois polytechniciens ayant combattu dans la Résistance ou les Forces Françaises Libres se voient décerner le titre de Compagnon de la Libération et remettre l'Ordre de la Libération, parmi les 1 038 Français honorés par le général de Gaulle. De plus, 71 élèves sont morts en déportation. À l'inverse, d'autres polytechniciens ont collaboré au plus haut niveau comme Paul Baudouin (X 1914, ministre des affaires étrangères dans le gouvernement Philippe Pétain), Jean Berthelot (X 1919, secrétaire d'État aux Transports et aux Communications dans le gouvernement de Vichy), Jean Bichelonne (X 1923, ministre du gouvernement de Vichy et exilé à Sigmaringen) et Robert Gibrat (X 1922, ministre dans le gouvernement de Vichy).
Le statut militaire de Polytechnique est rétabli en septembre 1944 et après la guerre les élèves, dont le rang de classement est suffisant lors des concours mais qui n'ont pu entrer à l'École parce que juifs, sont nommés élèves par arrêtés du Ministre de la Guerre du 9 novembre 1944 et du 15 juillet 1945. L'« Association des anciens élèves de l'École polytechnique » (AX) est fondée le 26 mai 1945 avec pour but de coordonner la S.A.S. et la S.A.X.. Son président et son vice-président sont alternativement les présidents des deux sociétés fondatrices et l'association édite le Bulletin de l'A.X. de janvier 1946 à mars 1958. L'association est, depuis janvier 1948, l'éditeur de la revue mensuelle de la communauté et du réseau Polytechnique, La Jaune et la Rouge, dont le titre fait référence aux couleurs historiques de l'École. En octobre 1945, après le retour d'une soixantaine d'élèves prisonniers et d'une quarantaine d'élèves de toutes promotions - qui ont passé plusieurs années dans les forces armées françaises ou alliées -, 770 élèves sont regroupés à Paris dans une École redevenue militaire, commandée par le général Pierre Brisac (X 1919). Certains sont logés à Descartes, d'autres à la caserne de Lourcine (37 boulevard de Port-Royal) ou à la Cité universitaire.

## Évolution et réformes

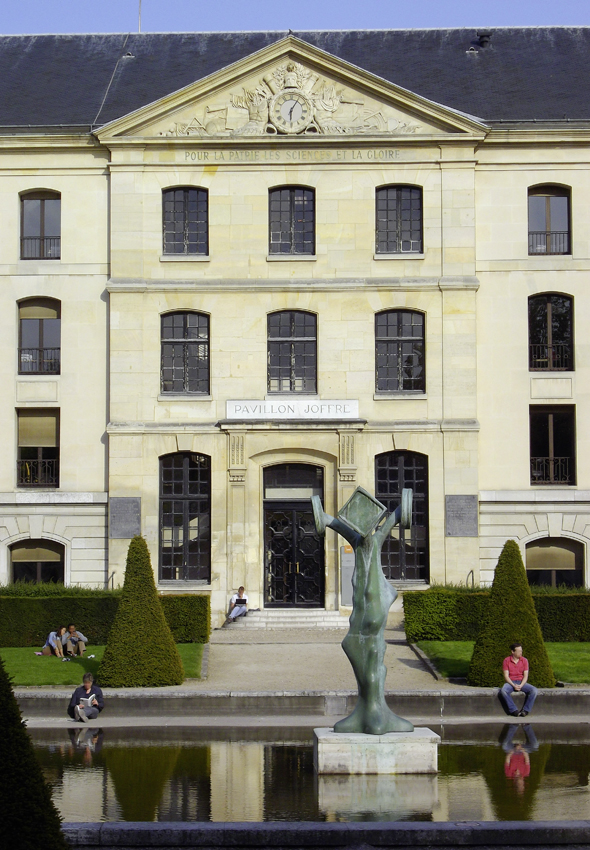
Pavillon Joffre

Après la guerre, l'École entame une longue réforme. En 1945 le pavillon Joffre est démoli (à l'exception de la façade) et les bâtiments modernisés. En 1956 la décision est prise de porter à 300 l'effectif des promotions, ce qui nécessite de nouveaux aménagements des pavillons Joffre et Foch. Au même moment, il est décidé de réformer l'enseignement, afin qu'il soit plus en adéquation avec les nouveaux besoins de l'économie nationale. La direction de l'École réclame une réduction des programmes et la généralisation des « petites classes », par opposition aux « amphis » magistraux. Le corps professoral manifeste une forte opposition à la réforme et les réformateurs ne veulent pas allonger la durée des études à trois années pour compenser la baisse des cours, la réforme passe donc par la force et des professeurs sont écartés.
En 1961, la « commission des 400 » étudie le passage de 300 à 400 élèves par promotion et conclut que même dans le cas d'un maintien à 300 élèves le déménagement de l'École est nécessaire. En effet, malgré les extensions réalisées durant tout le XIXe siècle et les constructions entreprises au XXe siècle, l'École ne dispose que de 3,5 hectares au Quartier Latin. Le Premier ministre Michel Debré crée alors une commission chargée de la nouvelle implantation et dès 1963 Edgard Pisani propose le site de Palaiseau dans l'Essonne. La même année la S.A.S. et la S.A.X. fusionnent pour former l'AX, et cette dernière rend un rapport favorable au transfert, à condition qu'il se fasse en région parisienne, sur un terrain d'au moins 200 hectares, bien desservi par les transports et à proximité d'autres écoles et universités. La décision officielle du transfert est prise en 1964 et un concours est lancé en 1967, remporté par l'architecte Henry Pottier, premier second Grand Prix de Rome (1944). Le projet initial d'Henry Pottier est quelque peu remanié, en particulier les logements des élèves.
En mai 1968, l'École est occupée à la suite d'un vote recueillant la majorité des deux promotions, avec la neutralité de l'administration militaire, qui laisse les élèves participer librement aux évènements externes (assemblées générales et manifestations étudiantes) mais à la condition de ne pas engager l'École par le port de l'uniforme. Un comité d'action se constitue, réunissant enseignants (Gustave Choquet, Laurent Schwartz et Louis Leprince-Ringuet) et élèves (Yves Bamberger, Jean-Pierre Bourguignon, Alain Lipietz, Michel Spiro, etc.). Le comité organise des « cours sauvages », propose une nouvelle pédagogie, soutient les piquets de grève ouvriers en leur fournissant des « Gauloises de Troupe ». Des polytechniciens des promotions 1966 et 1967 s'établiront en usine, parfois durablement.
Ces évènements accélèrent et élargissent le processus des réformes qui débouchent sur la loi du 15 juillet 1970. Polytechnique reçoit alors un statut d'établissement public rattaché au ministère de la Défense : les élèves conservent leur statut militaire d'élèves-officiers, l'École reste dirigée par un général et l'admission des femmes est autorisée. Deux ans plus tard sept femmes intègrent, dont le major de promotion Anne Chopinet. Les travaux à Palaiseau commencent en 1970 mais, à partir de 1972, les polytechniciens manifestent leur désaccord avec le projet, en particulier par la création du groupe X Montagne Sainte-Geneviève (GXM) qui regroupe les opposants au projet. Ces derniers organisent un vote par correspondance auprès des membres de l'Association des anciens élèves (AX) qui révèle une forte opposition au projet (75 % contre). Le désaccord est encore plus net chez les élèves. Le GXM propose en particulier une rénovation totale du site originel de l'École mais lors de l'assemblée générale de l'AX de juin 1976 le président du Conseil de l'École confirme le transfert et annonce que les autres écoles ne vont pas rejoindre le plateau de Saclay.

## L'X moderne

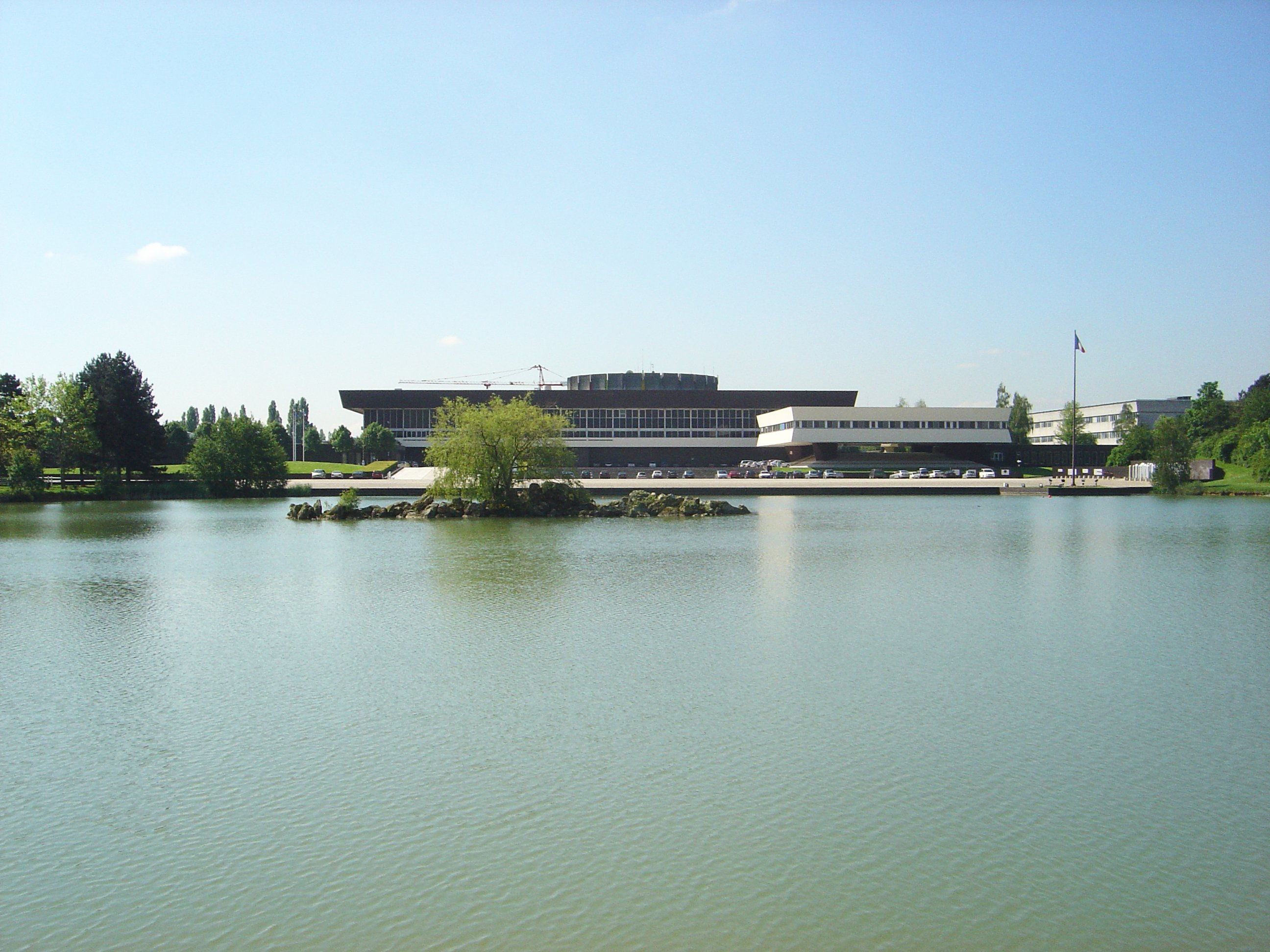
Le grand hall vu du lac du nouveau campus de Palaiseau.

En 1976 le nouveau campus de Palaiseau, d'une superficie de 160 hectares avec une surface bâtie de 194 238 m2, est inauguré par Valéry Giscard d'Estaing. Estimé à 169 millions de francs en 1969, le coût final des travaux se serait élevé à 378 millions de francs. La promotion 1975, de retour de son service militaire, y fait sa rentrée au mois d'août 1976. Le campus conserve certains noms des anciens bâtiments de la montagne Sainte-Geneviève, par exemple le pavillon Boncourt est toujours le pavillon de commandement et les pavillons Foch et Joffre sont restés des résidences pour les élèves,.
En 1985, est créé le diplôme de Docteur de l'École polytechnique, et en 1995, une nouvelle voie du concours est ouverte aux élèves internationaux, même si l'École a toujours accueilli des étrangers comme auditeurs externes.
En février 1998, le polytechnicien Jacques Attali rend son rapport intitulé Pour un modèle européen d'enseignement supérieur. Concernant Polytechnique, il préconise : le recrutement d'une quarantaine d'élèves issus des filières PT et TSI, diplômés d'une licence ou titulaires d'un DUT ; la création d'un concours réservé aux élèves de BCPST ; l'augmentation du nombre d'élèves étrangers jusqu'à atteindre une centaine par promotion ; une scolarité en trois ans, à laquelle s'ajoutera quelques mois de service civique ; l'introduction aux cours de la scolarité d'un stage de recherche de six mois en laboratoire ; l'augmentation du nombre d'enseignants-chercheurs ; le développement du diplôme de Docteur de l'École polytechnique ; la dissociation du classement de sortie et du recrutement dans les grands corps de l'État ; la création d'un campus à Paris-Saclay, par la mise en commun des moyens de l'École polytechnique, des universités d'Orsay, d'HEC, de Supélec, de l'École Centrale et des organismes de recherche présents dans ce périmètre.
La plupart de ces recommandations sont suivies. En 2000, la réforme du Cycle Polytechnicien fixe la durée du cursus à 4 ans, dont 8 mois de formation militaire et humaine, s'apparentant à un service militaire ou civique. En 2005, les premiers diplômes de Master de l'École polytechnique sont délivrés. En 2006, SupOptique rejoint le campus, ouvrant la voie à l'ENSTA ParisTech en 2012, à l'ENSAE ParisTech pour 2016, à Télécom ParisTech pour 2017 et à AgroParisTech pour 2018. En 2007, l'École polytechnique devient membre fondateur du pôle de recherche et d'enseignement supérieur (PRES) ParisTech et membre associé du PRES UniverSud Paris. 13 places sont ouvertes à la filière BCPST au printemps 2017. L'association des anciens élèves est dénommée « Association des anciens élèves et diplômés de l'École polytechnique – AX » depuis le 30 septembre 2008 et accueille depuis cette date, en plus des anciens élèves (titulaires du diplôme d'ingénieur), les actuels élèves de la formation polytechnicienne ainsi que les diplômés et étudiants de doctorat et de master.
À partir de 2010, Polytechnique est soumise à de fortes critiques. On lui reproche pêle-mêle son élitisme, son manque de diversité, ses performances dans certains classements internationaux, sa formation à la recherche, l'importance de la banque et de la finance dans les débouchés de ses élèves ainsi que son coût pour la société,. En 2010, l'audit sur la situation de l'École polytechnique au regard de la loi relative aux libertés et aux responsabilités des universités souligne les insuffisances de la gestion de l'établissement et en 2012 la Cour des comptes délivre un rapport très critique à l'égard de la gestion de l'École. En particulier la Cour reproche à Polytechnique l'opacité de sa comptabilité, qui ne permet pas d'établir le coût complet de la scolarité ; la gestion laxiste du personnel enseignant, représentant un surcoût de plus d'un million d'euros ; le manque de contrôle des chaires d'entreprise ; le manque de diversité, que cela concerne le nombre de filles, de boursiers ou d'élèves issus des catégories socioprofessionnelles inférieures, le coût des élèves étrangers, d'environ 75 000 euros par élève et la suppression de facto de la « pantoufle » (remboursement des frais de scolarité par les élèves quittant la formation en cours de route et/ou n'effectuant pas leurs années de service pour l'État). La Cour insiste aussi sur la nécessité d'un « fort accroissement des ressources propres » si l'École veut se développer à la hauteur de ses ambitions. En réponse à ce rapport, le Ministre de la Défense Gérard Longuet annonce une certification des comptes dès l'exercice 2013, la mise en conformité de la situation des enseignants avec la loi, la reprise en main de la gestion des chaires d'entreprise, la diversification progressive du recrutement à l'horizon 2016 et le rétablissement de la « pantoufle ». En effet, le remboursement des frais de scolarité, appelé « pantoufle » est prévu par un décret de 1970. Sont tenus à remboursement les élèves qui quittent l'École avant la fin de la scolarité (pour une raison autre que l'inaptitude physique), les élèves qui s'engagent dans un Corps de l'État et ne restent pas dix ans au service de l'État et les élèves qui n'effectuent pas d'année de spécialisation portant à la délivrance d'un diplôme français ou étranger. Or la réforme du cursus polytechnicien de 2000 a porté le cursus à quatre ans, rendant l'année de spécialisation obligatoire et exemptant de facto tous les élèves du remboursement. L'obligation de remboursement a cependant été rétablie en 2015.
Parallèlement une réflexion s'organise au sein même de l'École polytechnique. Le groupe de travail sur l'évolution de l'École polytechnique recommande en particulier : la délivrance de diplômes communs à certaines écoles de ParisTech sur le modèle du MIT ; la refonte du cycle polytechnicien (délivrance d'un diplôme unique, spécialisation plus poussée et forte imbrication recherche-formation) ; la diversification des profils des élèves (parité hommes-femmes, mixité sociale, ouverture à la filière universitaire en France et internationalisation de l'École) ; le doublement du budget de l'École, en particulier par l'augmentation des ressources propres (mécénat, contrats de recherche, chaires d'entreprise, remboursement des frais de scolarité, mutualisation des moyens des écoles du plateau de Saclay et formation continue) ; la conservation de la tutelle du Ministère de la Défense et le renforcement des liens avec la Direction générale de l'Armement.
En février 2013, l'École polytechnique devient le premier établissement français à rejoindre Coursera, la plateforme de cours en ligne ouvert et massif. L'École proposera ainsi à partir de la rentrée 2013 des cours de mathématiques appliquées, de mathématiques et d’informatique,.
L'École entreprend aussi « une rénovation profonde de sa formation d’ingénieur » pour la promotion 2013 dans le but d'amplifier la formation à la recherche, à l'innovation et à l'entrepreneuriat. En particulier une période de trois mois minimum à l'étranger est désormais exigée, le stage de recherche est porté à six mois et le stage en entreprise à trois mois et le nombre de modules spécifiques en laboratoire est augmenté.
À l'avenir, l'École polytechnique devrait former la « School of Engineering » de la future Université Paris-Saclay qui doit faire sa première rentrée en septembre 2015. Pour cela elle pourrait abandonner son école doctorale.
Le 8 octobre 2014, le nouveau monument aux morts de l'X est inauguré sur le campus de Palaiseau, afin de compléter celui de la rue Descartes sur l'ancien site de l'École à Paris. Il recense 1 980 polytechniciens « morts pour la Patrie » depuis la campagne d'Egypte commencée en 1798 jusqu'à la guerre d'Algérie achevée en 1962,.